# Brede Hangeland
Brede Paulsen Hangeland (Houston, 20 juni 1981) is een in de Verenigde Staten geboren Noors voormalig voetballer die bij voorkeur centraal in de verdediging speelde. Hij kwam van 2001 tot en met 2016 uit voor achtereenvolgens Viking Stavanger, FC Kopenhagen, Fulham en Crystal Palace. Hangeland was van 2002 tot en met 2014 international van het Noors voetbalelftal, waarvoor hij 91 wedstrijden speelde en vier keer scoorde.

## Clubcarrière
Hangeland begon met voetballen bij FK Vidar, een lokale club uit Noorwegen. Hij werd daar op negentienjarige leeftijd opgemerkt door scouts van Viking FK, een club uit de Tippeligaen. Hiervoor debuteerde hij in 2001 in het eerste elftal. Hij won dat jaar de Beker van Noorwegen met de club. In de finale werd er met 3-0 van Bryne FK gewonnen. Hangeland maakte tot en met 2005 deel uit van de selectie van Viking en werd tot aanvoerder benoemd. Hij maakte zijn Europese debuut bij Viking in de UEFA-Cup in het seizoen 2001/02. Gedurende zijn periode bij Viking werd Hangeland voor het eerst voor het Noorse nationale team opgeroepen. Hangeland speelde in totaal 114 wedstrijden voor Viking, waarin hij zes keer het net wist te vinden.
Tijdens de winterstop van het Deense seizoen 2005/06 en aan het eind van het Noorse seizoen 2005 maakte Hangeland een overstap van Viking FK naar FC Kopenhagen. Omdat het Deense seizoen op de helft was, speelde Hangeland in zijn eerste seizoen dertien wedstrijden. Het seizoen erop was hij een vaste kracht bij Kopenhagen. Hij speelde hier met onder anderen Marcus Allbäck, Hjalte Bo Nørregaard en Jesper Grønkjær. Hij was er vice-aanvoerder achter Michael Gravgaard en won er twee landskampioenschappen.
In januari 2008 vertrok hij naar Fulham. Daar werd hij na vier seizoenen aanvoerder. Hangeland speelde gedurende zeven seizoenen meer dan 200 competitiewedstrijden voor Fulham. Toen Fulham in het seizoen 2013/2014 degradeerde uit de Premier League, verkaste hij naar Crystal Palace FC en bleef zo zelf wel op het hoogste niveau actief. Hier verlengde hij in juni 2015 zijn contract tot medio 2016. Na dit seizoen beëindigde hij op 35-jarige leeftijd zijn profcarrière.

## Interlandcarrière
Hangeland maakte op woensdag 20 november 2002 zijn debuut als international. Dit was tegen Oostenrijk, uit in Wenen. Deze wedstrijd eindigde in een 1-0-overwinning voor de Noren door een treffer van Pa-Modou Kah. Andere debutanten namens Noorwegen in die wedstrijd waren doelman Erik Holtan en verdediger Torjus Hansén.

## Erelijst
| Competitie          |                  |                  |                  |                  |
| Competitie          | Aantal           | Jaren            |                  |                  |
| Viking Stavanger    | Viking Stavanger | Viking Stavanger | Viking Stavanger | Viking Stavanger |
| ------------------- | ---------------- | ---------------- | ---------------- | ---------------- |
| Beker van Noorwegen | 1x               | 2001             |                  |                  |
| FC Kopenhagen       |                  |                  |                  |                  |
| Kampioen SAS Ligaen | 2x               | 2005/06, 2006/07 |                  |                  |

Individueel
- Kniksenprijs

2009, 2012